# Imbrykacja
Imbrykacja – sposób uporządkowania przestrzennego otoczaków w osadzie w środowisku wodnym (akumulacja rzeczna) w sposób dachówkowaty.
Układ ziaren jest ważnym wskaźnikiem kierunku przepływu wody, gdyż nakładają się one dłuższą osią równolegle do kierunku pływu.